# 兒玉遙
兒玉遙（日语：／ Kodama Haruka */?，1996年9月19日—）是日本女藝人，為女子偶像團體HKT48 Team H前成員，福岡縣福岡市出身，出生於宮崎縣，所屬經紀公司為愛貝克思羅漢松公司。2011年以HKT48一期生身分出道。2013年4月28日至2018年4月期間，兼任AKB48 Team K成員。2019年6月9日自HKT48畢業，以演員為活動重心。

## 經歷
在父親的勸說下，加上從小就嚮往演藝圈，報名參加HKT48一期生徵選。2011年7月10日，通過最終審查正式成為HKT48創團成員。10月23日，在西武巨蛋舉行的《飛翔入手》發行紀念全国握手会活動「AKB48祭典 powerd by AKB48神TV」，與其他HKT48成員一同初次出席媒體公開活動。11月26日，於HKT48劇場柿落公演中正式於劇場出道，出道公演由兒玉擔任Center。
2012年2月15日發行的AKB48第25張單曲《GIVE ME FIVE!》的收錄曲《NEW SHIP》，為兒玉初次參與單曲CD的錄製，同時也是HKT48成員的首例。2月26日，為HKT48成員初次参加AKB48「為了誰」計劃的其中一個環節，與6名AKB48成員在宮城縣塩竈市訪問。3月4日，HKT48的Team H分隊成立，成為正規成員16名之1人。5月23日的發行第AKB48第26張單曲《仲夏的Sounds good！》，首次進入AKB48單曲選拔名單，同時是HKT48成員的首例。
2013年4月13日，與成員松岡菜摘、坂口理子到韓國參加「慶州櫻花馬拉松」。4月28日，在AKB48的演唱會「AKB48團臨時總會～黑白分明！～」中，獲宣布兼任AKB48 Team A。6月8日，於「AKB48第32張單曲選拔總選舉」中獲得18,145票，得到第37名，為「Next Girls」，同時是首度進入圈內。6月19日，首次出场於AKB48剧场的Team A「Waiting」公演。9月18日，於「AKB48第34張單曲選拔猜拳大會」中不敵市川美織，在首輪出局，未能入選單曲選拔成員。
2014年2月24日，於「AKB48集團大組閣祭」中宣布留任Team H，兼任隊伍由Team A轉移至Team K。6月7日，於「AKB48第37張單曲選拔總選舉」中獲得33,545票，得到第21名，為「Under Girls」。6月17日，出演《祈願排行榜》（朝日電視台）的“开脚女王No.1决定战”企划，并获得初代开脚力女王称号，為兒玉首次单独出演综艺节目。8月31日，宣布成為HKT48第4張單曲《有所保留的我愛你！》的Center，為兒玉首次擔任單曲的Center。
2015年3月，從高中畢業，但因工作而無法參加畢業典禮。6月6日，於「AKB48第41張單曲選拔總選舉」中獲得43,985票，得到第17名，為「Under Girls」。
2016年6月18日，於「AKB48第45張單曲選拔總選舉」中，以60,591的票數獲得第9名，第一次成為總選舉的單曲選拔成員。7月27日，發行個人第一本寫真集《LOCKON》（ロックオン）。12月31日，於第67回NHK紅白歌合戰舉辦的AKB48夢之紅白選拔取得第29位。
2017年1月9日，參加了在神田明神舉行的AKB48 Group 2017年成人式。2月5日，因身體原因開始缺席各項活動，後於4月14日「HKT48 春天關東巡演 〜我會展示我是真正的偶像〜」最終公演回歸。12月8日，於AKB48劇場12周年公演中的「組閣」中，宣布將解除AKB48 Team K的兼任。12月27日，因身體原因須專注於治療而暫停活動。
2018年5月15日，正式結束在AKB48 Team K的兼任。
2019年6月4日，在停止活動約一年半後透過HKT48官方網站宣布，將於9日畢業，未有安排畢業演唱會和公演。畢業後將加入愛貝克思旗下的經紀公司「愛貝克思羅漢松公司」（エイベックス・アスナロ・カンパニー），個人也同時轉向演員領域發展。6月9日，正式從HKT48畢業，結束約八年偶像生涯。9月，畢業後首次出演舞台劇。
2021年6月19日，獲邀於宮脇咲良的HKT48畢業演唱會中登台演出，為畢業兩年後首次重返HKT48的舞台。
2020年8月28日，開設官方粉絲俱樂部「となりのハルッピ」。
2022年3月12日，開設個人YouTube頻道。11月25日，發行個人第二本寫真集《Stay 25》。

## 人物
- 特技是模仿（物真似）。

- 說話口齒不清，不擅長繞口令[57]，而且無法準確地發出日文中的讀音[58]。

- 在HKT48劇場中使用的Catch phrase是「今天的心情是Happy，Happy，Haruruppi~！我是每天都Happy的博多妖精Haruppi兒玉遙」（今日の気分は、ハッピー、ハッピー、はるるっぴ〜! 毎日ハッピー、博多の妖精、はるっぴこと兒玉遥です）。

- 在AKB48劇場中使用的Catch phrase是「來自博多，喜歡！喜歡！喜歡！喜歡！小跳步♪~暱稱Haruppi的兒玉遙」（博多から、スキ スキ スキ スキ スキップ♪ はるっぴこと兒玉遥です）。

- 暱稱「Haruppi」（はるっぴ）的兒玉是HKT48 Team H的center（中央位置）成員人選，但有別於其他姊妹團體的center大都以正統偶像的端莊路線為主，喜歡表演物真似（ものまね，模仿）、搞怪的兒玉，常被形容是「有點怪怪的center」[59]。

- 與HKT48的另一位團員宮脇咲良在擔任《AKBINGO!》的暖場司儀時，曾組成命名為「新幹線們」（新幹線ズ）的原創團體。此團名典故是因為兒玉與宮脇兩人的姓氏或名字正好都與新幹線的列車同名，其中兒玉的姓氏之發音（こだま；Kodama）正好與回聲號（日文漢字寫法為「木靈」）發音相同，而宮脇的名字「咲良」（さくら；Sakura）則與行駛於九州新幹線上的櫻號相同。[57]

- 憧憬的前輩為已卒業的AKB48成員前田敦子。

## 音樂作品

### AKB48家族單曲CD
標註「★」符號者表示該首歌曲有拍攝MV
HKT48
|      | 發行日期       | 單曲名稱               | 參與歌曲名稱           | 名義             | 收錄於 | MV | 備註                           |
| ---- | -------------- | ---------------------- | ---------------------- | ---------------- | ------ | -- | ------------------------------ |
| 1st  | 2013年3月20日  | 喜歡！喜歡！小跳步！   | 喜歡！喜歡！小跳步！   |                  | 全版本 | ★  | A面曲                          |
| 1st  | 2013年3月20日  | 喜歡！喜歡！小跳步！   | 求求你華倫亭           |                  | 全版本 | ★  |                                |
| 1st  | 2013年3月20日  | 喜歡！喜歡！小跳步！   | 現在是第一             | 旨口姬           | Type-B | ★  |                                |
| 1st  | 2013年3月20日  | 喜歡！喜歡！小跳步！   | 制服的班比             |                  | Type-C |    |                                |
| 2nd  | 2013年9月4日   | 哈密瓜汁               | 哈密瓜汁               |                  | 全版本 | ★  | A面曲                          |
| 2nd  | 2013年9月4日   | 哈密瓜汁               | 在那裡思考些什麼？     |                  | 全版本 |    |                                |
| 2nd  | 2013年9月4日   | 哈密瓜汁               | 泥之節拍器             | 旨口姬           | Type-B | ★  |                                |
| 2nd  | 2013年9月4日   | 哈密瓜汁               | 浪聲之音樂盒           |                  | Type-C |    |                                |
| 3rd  | 2014年3月12日  | 櫻花，大家一起來品嚐   | 櫻花，大家一起來品嚐   |                  | 全版本 | ★  | A面曲                          |
| 3rd  | 2014年3月12日  | 櫻花，大家一起來品嚐   | 你怎麼了？             |                  | 全版本 |    |                                |
| 3rd  | 2014年3月12日  | 櫻花，大家一起來品嚐   | 已讀無視               | Team H           | Type-A | ★  |                                |
| 3rd  | 2014年3月12日  | 櫻花，大家一起來品嚐   | 因為喜歡你（博多腔版） |                  | 劇場版 |    |                                |
| 4th  | 2014年9月24日  | 有所保留的我愛你！     | 有所保留的我愛你！     |                  | 全版本 | ★  | A面曲 首次擔任Center           |
| 4th  | 2014年9月24日  | 有所保留的我愛你！     | 偶像的王者             | Team H           | Type-A | ★  |                                |
| 5th  | 2015年4月22日  | 12秒                   | 12秒                   |                  | 全版本 | ★  | A面曲 与宮脇咲良共同擔任Center |
| 5th  | 2015年4月22日  | 12秒                   | 搖滾吧，人生…          |                  | 全版本 | ★  | Center                         |
| 5th  | 2015年4月22日  | 12秒                   | 變色龍女高中生         | Team H           | Type B | ★  |                                |
| 6th  | 2015年11月25日 | 吵死了！               | 吵死了！               |                  | 全版本 | ★  | A面曲 Center                   |
| 6th  | 2015年11月25日 | 吵死了！               | 黃昏的二人車           |                  | 全版本 |    |                                |
| 6th  | 2015年11月25日 | 吵死了！               | Buddy                  | Team H           | Type A | ★  |                                |
| 7th  | 2016年4月13日  | 给74亿分之1的你        | 给74亿分之1的你        |                  | 全版本 | ★  | A面曲 Center                   |
| 7th  | 2016年4月13日  | 给74亿分之1的你        | Chain of love          |                  | 全版本 |    |                                |
| 7th  | 2016年4月13日  | 给74亿分之1的你        | 禁忌之色               | 咲良遙           | Type-A | ★  | 与宮脇咲良合唱                 |
| 8th  | 2016年9月7日   | 最棒了唷               | 最棒了唷               |                  | 全版本 | ★  | A面曲                          |
| 8th  | 2016年9月7日   | 最棒了唷               | 夢一場                 | 穴井千尋與同伴們 | Type A | ★  |                                |
| 8th  | 2016年9月7日   | 最棒了唷               | 把夜空的月亮吞下       | Team H           | Type B | ★  | 与指原莉乃共同担任Center       |
| 9th  | 2017年2月15日  | BUG也無妨              | BUG也無妨              |                  | 全版本 | ★  | A面曲                          |
| 9th  | 2017年2月15日  | BUG也無妨              | 不可避免的情人         |                  | 全版本 | ★  |                                |
| 9th  | 2017年2月15日  | BUG也無妨              | HKT48家族              |                  | 劇場盤 |    |                                |
| 10th | 2017年8月2日   | 接吻真的只能慢慢來嗎？ | 接吻真的只能慢慢來嗎？ |                  | 全版本 | ★  | A面曲                          |
| 10th | 2017年8月2日   | 接吻真的只能慢慢來嗎？ | 恋爱的Ribbon！         | 村重选抜         | Type-C |    |                                |

AKB48
|      | 發行日期       | 單曲名稱           | 參與歌曲名稱         | 名義            | 收錄於            | MV | 備註                      |
| ---- | -------------- | ------------------ | -------------------- | --------------- | ----------------- | -- | ------------------------- |
| 25th | 2012年2月15日  | GIVE ME FIVE!      | NEW SHIP             | Special Girls A | Type-A            | ★  |                           |
| 26th | 2012年5月23日  | 仲夏的Sounds good! | 仲夏的Sounds good!   |                 | 全版本            | ★  | A面曲 初次進入AKB48選拔組 |
| 27th | 2012年8月29日  | 格子花紋           | 那一天的風鈴         | Waiting Girls   | 劇場盤            |    |                           |
| 28th | 2012年10月31日 | UZA                | 下一個Season         | Under Girls     | 全版本            | ★  |                           |
| 29th | 2012年12月5日  | 永遠的壓力         | 初戀蝴蝶             | HKT48           | Type-C            | ★  |                           |
| 30th | 2013年2月20日  | So long!           | Waiting room         | Under Girls     | 全版本            | ★  |                           |
| 31st | 2013年5月22日  | 再見自由式         | 再見自由式           |                 | 全版本            | ★  | A面曲                     |
| 32nd | 2013年8月21日  | 戀愛的幸運餅乾     | 這一次一定要心醉神迷 | Next Girls      | Type-A            | ★  |                           |
| 33rd | 2013年10月30日 | 真心電流           | 快速與動體視力       | Under Girls     | 除Type-B          | ★  |                           |
| 33rd | 2013年10月30日 | 真心電流           | 倒數KISS             | Team A          | Type-A            | ★  |                           |
| 34th | 2013年12月11日 | 倘若在梧桐樹什麼的 | Mosh&Dive            |                 | 全版本            | ★  |                           |
| 35th | 2014年2月26日  | 勇往直前           | 比起昨天更喜歡你     | Smiling Lions   | 全版本            | ★  |                           |
| 36th | 2014年5月21日  | 拉布拉多尋回犬     | 拉布拉多尋回犬       |                 | 全版本            | ★  | A面曲                     |
| 37th | 2014年8月27日  | 心意告示牌         | 某人投的球           | Under Girls     | 除Type-D          | ★  |                           |
| 38th | 2014年11月26日 | 希望無限           | 希望無限             |                 | 全版本            | ★  | A面曲                     |
| 38th | 2014年11月26日 | 希望無限           | 第一次兜風           | Team K          | Type-B            | ★  |                           |
| 39th | 2015年3月4日   | Green Flash        | 大人列車             | HKT48           | Type-H            | ★  |                           |
| 40th | 2015年5月20日  | 我們不戰鬥         | 我們不戰鬥           |                 | 全版本            | ★  | A面曲                     |
| 40th | 2015年5月20日  | 我們不戰鬥         | Summer side          | Selection 16    | 除Type-D          | ★  |                           |
| 41st | 2015年8月26日  | Halloween Night    | 再见冲浪板           | Under Girls     | Type-A、B、剧场盘 | ★  | Center                    |
| 41st | 2015年8月26日  | Halloween Night    | 混混機關槍           |                 | Type-D            | ★  |                           |
| 41st | 2015年8月26日  | Halloween Night    | 群像                 |                 | 劇場盤            |    |                           |
| 42nd | 2015年12月9日  | 紅唇Be My Baby     | 365天的紙飛機        |                 | 全版本            | ★  |                           |
| 42nd | 2015年12月9日  | 紅唇Be My Baby     | 你你你…              | 次世代选拔      | Type-A            | ★  | Center                    |
| 42nd | 2015年12月9日  | 紅唇Be My Baby     | 姐姐的自言自语       | Team K          | Type-B            | ★  |                           |
| 43rd | 2016年3月9日   | 你就是旋律         | Make noise           | HKT48           | Type-C            | ★  |                           |
| 44th | 2016年6月1日   | 不需要翅膀         | 不需要翅膀           |                 | 全版本            | ★  | A面曲                     |
| 44th | 2016年6月1日   | 不需要翅膀         | 哀愁小号手           | Team K          | Type C、剧场盘    | ★  |                           |
| 45th | 2016年8月31日  | LOVE TRIP/分享幸福 | LOVE TRIP            |                 | 全版本            | ★  | A面曲                     |
| 45th | 2016年8月31日  | LOVE TRIP/分享幸福 | 分享幸福             |                 | 全版本            | ★  | A面曲                     |
| 45th | 2016年8月31日  | LOVE TRIP/分享幸福 | 光與影的每一天       |                 | 全版本            | ★  |                           |
| 46th | 2016年11月16日 | High Tension       | High Tension         |                 | 全版本            | ★  | A面曲                     |
| 47th | 2017年3月15日  | Shoot Sign         | Shoot Sign           |                 | 全版本            | ★  | A面曲                     |
| 47th | 2017年3月15日  | Shoot Sign         | 轉不停的摩天輪       | HKT48           | Type-C            | ★  | 與宮脇咲良共同擔任Center  |
| 48th | 2017年5月31日  | 空有願望           | 空有願望             |                 | 全版本            | ★  | A面曲                     |
| 50th | 2017年11月22日 | 11月的腳鏈         | 11月的腳鏈           |                 | 全版本            | ★  | A面曲                     |

### AKB48家族專輯CD
HKT48
|     | 發行日期       | 專輯名稱 | 參與歌曲名稱 | 名義 | 收錄於 | 備註   |
| --- | -------------- | -------- | ------------ | ---- | ------ | ------ |
| 1st | 2017年12月27日 | 092      | 食指的子弹   |      | 全版本 | 主打曲 |
| 1st | 2017年12月27日 | 092      | 2018年的橋   |      | Type A |        |

AKB48
| №   | 發行日期       | 專輯名稱                     | 參與歌曲名稱                | 名義                    | 收錄於           | 備註   |
| --- | -------------- | ---------------------------- | --------------------------- | ----------------------- | ---------------- | ------ |
| 4th | 2012年8月15日  | 1830m                        | 在曾經看見的海底            | Up-and-coming girls     | 全版本           |        |
| 4th | 2012年8月15日  | 1830m                        | 溫柔的地圖                  |                         | 通常盤           |        |
| 4th | 2012年8月15日  | 1830m                        | 藍天 不會寂寞嗎？           | AKB48+SKE48+NMB48+HKT48 | 全版本           |        |
| 5th | 2014年1月22日  | 未來軌跡                     | 10個硬幣與麵包              |                         | Type-A           |        |
| 5th | 2014年1月22日  | 未來軌跡                     | 足以確信的東西              |                         | Type-A           |        |
| 6th | 2015年1月21日  | 這裡是羅德斯島、在這裡跳吧！ | Conveyor                    | Team K                  | Type-A           |        |
| 6th | 2015年1月21日  | 這裡是羅德斯島、在這裡跳吧！ | 這裡是羅德斯島､在這裡跳吧！ |                         | Type-A           |        |
| 7th | 2015年11月18日 | 0與1之間                     | 爱的使者                    | MILLION SINGLES         | Type-A           |        |
| 7th | 2015年11月18日 | 0與1之間                     | 玫瑰念珠                    |                         | COMPLETE SINGLES |        |
| 8th | 2017年1月25日  | 点时成菁                     | 青涩的摇滚                  |                         | Type-A           | Center |

### 劇場公演分組曲
| 公演名稱                             | 參與歌曲名稱    | 備註   |
| ------------------------------------ | --------------- | ------ |
| 研究生時期                           |                 |        |
| HKT48 1st Stage「手牽手」公演        | Glory days      | Center |
| Team H時期                           |                 |        |
| Team H 1st Stage「手牽手」公演       | Glory days      | Center |
| Team H「博多傳奇」公演               | 玻璃般的我愛你  |        |
| Team H「博多傳奇」公演               | 制服的班比      |        |
| HKT48 向日葵組「睡衣兜風」公演       | 純情主義        |        |
| Team H 2nd Stage「青春女孩」公演     | Blue rose       |        |
| Team H 2nd Stage「青春女孩」公演     | 放浪之夏        |        |
| Team H 3rd Stage「最终钟声鸣响」公演 | 對不起 我的寶石 | Center |
| HKT48 向日葵組「正在恋爱中」公演     | 春天到來之前    |        |
| Team H 4th Stage「剧场的女神」公演   | 夜风的恶作剧    | solo   |

| 公演名稱                           | 參與歌曲名稱     | 備註           |
| ---------------------------------- | ---------------- | -------------- |
| AKB48 篠田・橫山Team A兼任時期     |                  |                |
| 篠田Team A「Waiting」公演          | 玻璃般的我愛你   | 岩田華怜的代演 |
| 橫山Team A「Waiting」公演          | 來一塊糖果       |                |
| AKB48 橫山Team K兼任時期           |                  |                |
| Team K 7th Stage「RESET」公演      | 奇跡也趕不及合格 | Center         |
| Team K 8th Stage“最終鐘聲鳴響”公演 | 雄蕊雌蕊夜之蝶   |                |

## 演出

### 電視劇
- 福岡戀愛白皮書 7（日语：福岡恋愛白書#パート7） 第2集「初恋之詩」（2012年3月24日，九州朝日放送）：飾演 堀內遙[60]
- 拔河女孩（2013年2月2日，福岡放送）：飾演 のぞみ[61]
- 馬路須加學園0 木更津亂鬥篇（2015年11月29日，日本電視台）：飾演 滑舌（カツゼツ）[62]
- AKB驚悚之夜　腎上腺素之夜 第17集《室友》（2015年12月3日，朝日電視台）：飾演 彩織（單篇主演）[63]
- AKBLove夜 戀愛工廠 第7集「心中」（2016年5月11日，朝日電視台）：飾演 夏希（單篇主演）[64]
- 陪酒須加學園（2016年10月30日－2017年1月15日，日本電視台） ：飾演 滑舌/鯛魚[65][66]
- 豆腐職業摔角（2017年1月22日－3月5日，朝日電視台）：飾演 兒玉遙/翡翠HARUKA[67][68][69]
- トピックメーカー「OBLIQUE」（2020年8月17日－11月16日，千葉電視台）：飾演 曙爽子（主演）[70]
- 甜蜜復仇 第3至4集（2021年3月22日－29日，FOD（日语：フジテレビオンデマンド）／9月14日－21日，富士電視台）：飾演 舞[71]
- 日本統一 北海道篇（2022年10月17日－12月27日，北海道文化放送）：飾演 ミユキ[72]
- 儘管如此，他們還是說想結婚 。 最終集（2023年2月23日，東京電視台）：飾演 松本愛子[73]
- 哪裡奇怪2 第2集至最終集（2023年4月12日－6月21日，東京電視台）：飾演 AD田島[74]
- 我推成為上司 第12集、最終集（2023年12月20日，東京電視台）：飾演 原田静華[75]
- 追踪者游戏W2 美丽的仙女们 第3集（2024年1月22日，東京電視台）：飾演 三木塔子[76]
- 晨間劇 御飯糰 第3集至最終集（2024年10月2日－2025年3月28日，NHK）：飾演 川合紗香[77][78]
- 高杉家的愛心便當 第4集（2024年10月23日，中京電視台）：飾演 美哉的女性友人[79]

### 電影
- 9扇窗戶「Dark Lake」（2016年2月6日，CANTER）：飾演 水元真琴（主演）[80][81]
- 大阪黑金（2021年4月10日，Rights Cube）：飾演 深田清子[82]
- 徒櫻（2021年10月29日，SAB-on）：飾演 小野寺真里（與中尾拳也共同主演）[83]
- 灰色之壁 ～大宮惡名昭彰～（2022年2月25日，ALBATROS）：飾演 美月（みつき）[84]
- 背叛（2022年8月5日，MF Pictures）：飾演 高田かおり[85]
- 來自沒有天空的世界（2022年10月21日，Rights Cube）：飾演 藤井麻衣香（主演）[86]
- 沙灘盛開的花（2022年11月11日，Rice Field）：飾演 渚（主演）[87]
- 僕らはみーんな生きている（2022年12月16日，株式会社yucca）：飾演 吉野美姫[88][89]
- シモキタブレイザー（2024年2月16日，ALBATROS）[90][91]
- 岡本万太（2024年）：飾演 佐藤[92]

### 舞台劇
- HKT48指原莉乃座長公演 第1部「博多少女歌舞伎『博多の阿国の狸御殿』」（2015年4月8日－23日，明治座 / 8月15日－31日，博多座） ：飾演 阿菊[93][94]
- 來見我吧（2019年9月13日－16日，新国立劇場 小劇場 / 9月19日－20日，SANKEI HALL BREEZÉ）：飾演 朴英玉[95]
- 篡改・熱海殺人事件 蒙地卡羅幻影[96]（2020年3月12日－30日，紀伊國屋大廳/ 4月11日－12日，IMS大廳 / 2021年6月24日－27日，紀伊國屋大廳※公演中止[97]）：飾演 水野朋子[98][99]
- 劇團4美元50美分× 劇團時間制作 線上合作公演《成為大人，的方法》（2020年8月5日－21日，OPENREC.tv）[100]
- 扶桑花女孩 - dance for smile -（2022年5月14日－23日，新国立劇場 中劇場）：飾演 飯田和美[101]
- 大阪松竹座開場100周年紀念《夜曲～Nocturne～》（2023年6月6日－22日，大阪松竹座）：飾演 Sayo[102]

### 網絡劇
- 馬路須加學園5（2015年9月9日－10月27日，Hulu）：飾演 滑舌[103][104]
- 感謝對戰。 ～大小姐才不玩格鬥遊戲～（2023年5月19日－7月7日，Lemino）：飾演 魔ヶ森さたん [105]

### 廣播
- HKT48的百道濱女學院（2012年4月7日—2019年6月11日，RKB電台）- 主要主持人[106]

### 活動
- SAPPORO COLLECTION 2022 AUTUMN／WINTER（2022年10月29日，北海道立綜合體育中心）[107]

## 書籍

### 寫真集
- LOCKON（2016年7月27日，WANI BOOKS）[108][109]
- Stay 25（2022年11月25日，WANI BOOKS）[110]

### 數位寫真集
- はるっぴと兒玉遥。（2022年8月1日，集英社）[111]
- Stay 25 - Another Edition -（2023年7月14日，Wani books）[112]
- 太陽のkiss（2024年10月1日，光文社）[113]
- 純白を抱いて（2024年10月01日，光文社）[114]
- O！SHIRI（2024年10月21日，集英社）[115]
- はるっぴ、愛され美ボディ。（2024年11月1日，小學館）[116]
- スイートルームで艶めいて（2025年1月20日，講談社）[117]

## 外部連結
- （日語）兒玉遙官方網站
- （日語）兒玉遙官方粉絲俱樂部 （页面存档备份，存于）
- （日語）經紀公司個人介紹頁（页面存档备份，存于） - 愛貝克思羅漢松公司
- （日語）HKT48個人介紹頁
- （日語）AKB48個人介紹頁
- （日語）兒玉遙的X（前Twitter）（2016年7月12日－）
- （日語）兒玉遙的Instagram帳戶（2016年7月12日－）
- （日語）兒玉遙的TikTok
- （日語）兒玉遙的新浪微博
- （日語）兒玉遙 官方755
- （日語）兒玉遙的Google+
- （日語）兒玉遙的note（2021年3月29日－）
- （日語）YouTube上的こだまちゃんねる【公式】頻道